# Partita del centro
La partita del centro è un'apertura del gioco degli scacchi che scaturisce dalle mosse:
1. e4 e5
2. d4 exd4
3. Dxd4
La Partita del Centro, già menzionata da Philipp Stamma (1745), ha fatto la sua apparizione in competizioni di impegno verso il 1880. Adottata con una certa predilezione da Jacques Mieses, perse rapidamente quotazioni con il progredire delle analisi teoriche, al punto che alla fine degli anni 1980 non s'incontrava quasi più in partite di impegno, ma recenti studi portati da grandi scacchisti come Judit Polgár l'hanno parzialmente rivalutata.
L'idea del bianco è di portare la donna in e3 e velocizzare l'arrocco lungo, per poi spingere a fondo i pedoni sull'ala di Re. Il nero può contrastare il bianco con mosse tranquille di sviluppo quale 2...Cc6 (praticamente obbligata, anche se molte altre linee sono state proposte), Cf6 e Ab4. La posizione che ne scaturisce viene considerata, dalla teoria, pressoché pari.
La continuazione principale della partita del centro è dopo 3. Dxd4 Cc6 4.De3 (proposta da Stamma ed introdotta nella pratica dei tornei da Paulsen al torneo di Berlino del 1881.)..Ae7 5.Ad2 Cf6 6.Cc3  O-O 7. O-O-O, d5!. (Alechin)
| Controllo di autorità | GND (DE) 4812047-9 |